# ISS-Expeditie 5
ISS-Expeditie 5 was de vijfde expeditie naar het internationale ruimtestation ISS.

## Bemanning
- Valeri Korzoen, bevelhebber -  Rusland
- Peggy Whitson, vlucht ingenieur -  Verenigde Staten
- Sergej Tresjtsjov, vlucht ingenieur -  Rusland

## Missie parameters
- Perigeum: 384 km
- Apogeum: 396 km
- Glooiingshoek: 51.6°
- Omlooptijd: 92 min
- Gekoppeld aan het ISS : 7 juni, 2002, 16:25 UTC
- Afgekoppeld van het ISS: 2 december, 2002, 20:05 UTC
- Tijd gekoppeld aan het ISS: 178 dagen 3 uur, 40 min

## Ruimtewandelingen
|      | Missie      | Ruimtewandelaars                 | Start                      | Einde                      | Duur                |
| ---- | ----------- | -------------------------------- | -------------------------- | -------------------------- | ------------------- |
| EVA1 | Expeditie 5 | Peggy Whitson Valeri Korzoen     | 16 augustus 2002 09:23 UTC | 16 augustus 2002 13:48 UTC | 4 uur en 25 minuten |
| EVA2 | Expeditie 5 | Sergej Tresjtsjov Valeri Korzoen | 26 augustus 2002 05:27 UTC | 26 augustus 2002 10:48 UTC | 5 uur en 21 minuten |